# 윈터선
윈터선(Wintersun)은 핀란드의 멜로딕 데스 메탈 밴드이다.

## 디스코그래피

### 스튜디오 음반
- Wintersun
- Time I
- The Forest Seasons